# HD 221246
HD 221246，又名BD+48 4070，SAO 53088、HR 8925，是一颗位於仙女座的恒星，视星等为6.17，位于銀經109.51，銀緯-11.61，其B1900.0坐标为赤經23h 25m 21.2s，赤緯+48° -11.61′ 54″。